# كريستين كوريا
كريستين كوريا (بالإنجليزية: Christine Correa)‏ هي موسيقية ومغنية أمريكية، ولدت في 8 يوليو 1955 في مومباي في الهند.

## روابط خارجية
- كريستين كوريا على موقع ميوزك برينز (الإنجليزية)
- كريستين كوريا على موقع أول ميوزيك (الإنجليزية)
- كريستين كوريا على موقع ديسكوغز (الإنجليزية)